# Andreas Zeller (Pfarrer)
Andreas Zeller (* 8. Juni 1955, heimatberechtigt in Zweisimmen) ist ein Schweizer Theologe und Pfarrer. Er war Synodalratspräsident der Reformierten Kirchen Bern-Jura-Solothurn.

## Leben
1998 promovierte er zum Dr. theol. mit einer neutestamentlich-konfessionskundlichen Arbeit. Von 1981 bis 1987 war er Pfarrer in Flamatt, das damals zur reformierten Kirchgemeinde des Sensebezirks (Kanton Freiburg) gehörte. Danach war er bis 2007 Pfarrer in Münsingen, bevor er am 1. Oktober 2007 sein Amt als Synodalratspräsident antrat. Bereits seit 1999 war er im Nebenamt Mitglied des Synodalrats. Gemäss der ordentlichen Altersregelung hat er seinen Rücktritt per Herbst 2020 angekündigt.
Andreas Zeller ist seit 1982 verheiratet.